# Euxoa choris
Euxoa choris là một loài bướm đêm thuộc họ Noctuidae. Nó được tìm thấy ở tây nam Saskatchewan, miền trung Alberta và south-miền trung Yukon, phía nam đến New Mexico, Arizona và California.
Sải cánh dài 41–43 mm. Con trưởng thành bay từ tháng 6 đến tháng 8. Có một lứa một năm.